# Auguste Isaac Samuel Schmidely
Auguste Isaac Samuel Schmidely est un botaniste suisse, né le 26 janvier 1838 à Genève en Suisse et mort le 28 octobre 1918 à Genève.

## Biographie
Auguste Isaac Samuel Schmidely, dit Auguste Schmidely, naît à Genève dans une famille originaire du canton de Vaud. Dans sa jeunesse, il fréquente les écoles Grel, Delapraz et Alizier, et poursuit ensuite son cursus au Collège de Genève. Il entre enfin, de 1854 à 1858, en apprentissage dans la banque Lenoir, Duval et Compagnie. Après s'être intéressé à la faune, il s'engage dans l'étude de la flore, et commence un herbier dès 1870, parallèlement à diverses expériences professionnelles dans le commerce et l'industrie plus ou moins difficiles économiquement. 
Faisant assez vite partie du cercle des botanistes renommés de Genève, il commence à publier dès 1878. À partir de 1881, il est employé à la banque Lenoir, Poulain et Compagnie, ce qui lui permet de se consacrer plus sereinement à ses études scientifiques. Jusqu'à la fin de sa vie, son sujet d'étude reste la flore vasculaire des environs de Genève, sur un secteur géographique débordant largement sur la France, dans les départements de l'Ain et de la Haute-Savoie. Il étudie en particulier des groupes taxonomiques difficiles, tels que les genres Salix, Rosa, Rubus et Alchemilla. Il participe notamment à l'Association Rubologique coordonnée par Nicolas Jean Boulay, à la Société helvétique pour l'échange de plantes, et à l'Herbarium Alchimillarum normale de Robert Buser. 
L'herbier Schmidely est conservé au Conservatoire et Jardin botaniques de la ville de Genève.

## Publications
- 1878 – Quatre nouvelles formes de Rosiers découvertes aux environs de Genève. In Ann. Soc. Bot. Lyon, 7 : 177-181.
- 1879-1897 – Observations floristiques diverses. In Bull. Soc. Bot. Genève, sér. 1, 1: 7-9, 2 : 39-41, 3 : 15, 4 : 339, 5 : 260, 8 : 6. Version numérique de la première,de la deuxième,de la troisième,de la quatrième,de la cinquième,de la sixième partie sur Hathi Trust Librairy.
- 1884 – Note sur le Salix Rapini E. Ayasse. In Bull. Soc. Bot. Genève, sér. 1, 3 : 68-74. Version numérique sur Hathi Trust Librairy.
- 1884 – Note sur deux formes hybrides du Verbascum Lychnitis x nigrum. In Bull. Soc. Bot. Genève, sér. 1, 3 : 75-76. Version numérique sur Hathi Trust Librairy.
- 1884 – A propos de quelques plantes d'origine étrangère signalées par MM. Vetter et Barbay dans le canton de Vaud. In Bull. Soc. Bot. Genève, sér. 1, 3 : 77-78. Version numérique sur Hathi Trust Librairy.
- 1884 – Note sur le Rubus rigidus E. Merc. In Bull. Soc. Bot. Genève, sér. 1, 3 : 79-81. Version numérique sur Hathi Trust Librairy.
- 1884 – Annotations au catalogue des plantes vasculaires des environs de Genève, de G.-F. Reuter, 2e édition, 1861. In Bull. Soc. Bot. Genève, sér. 1, 3 : 81-155. Version numérique sur Hathi Trust Librairy.
- 1884 – L'association pour la protection de plantes. In Bull. Soc. Bot. Genève, sér. 1, 3 : 156-159. Version numérique sur Hathi Trust Librairy.
- 1888 – Catalogue raisonné des ronces des environs de Genève. In Bull. Soc. Bot. Genève, sér. 1, 4 : 1-237. Version numérique sur Hathi Trust Librairy.
- 1894 – Une nouvelle rose hybride. In Bull. Soc. Bot. Genève, sér. 1, 7 : 147-152.
- 1894 – Note sur le Dentaria digitata x pinnata. In Bull. Soc. Bot. Genève, sér. 1, 7 : 153-157.
- 1895 – Inula salicina x vaillantii f. exauriculata. In Magnier, Scrinia Florae selectae, 14 : 335-336.
- 1897-1899 (en partie avec P. Chenevard). – Notes floristiques. In Bull. Soc. Bot. Genève, sér. 1, 8 : 46-53, 9 : 129-136.
- 1899 – Anemone sylvatica L. var silvicola Schmid. et Potentilla grandiflora L. var cinereo-sericea Schmid. In Bull. Soc. Bot. Genève, sér. 1, 9 : 129-130.
- 1901 – Notes floristiques : plantes de la vallée de Binn. In Bull. Soc. Murith., 29/30 : 35-39. Version numérique sur Hathi Trust.
- 1901 – Stations nouvelles pour le Valais : environs de Finhauts. In Bull. Soc. Murith., 29/30 : 40-42.Version numérique sur Hathi Trust.
- 1902 – Présentation de divers Rubus. In Bull. Herb. Boissier, sér. 2, 2 : 115. Version numérique sur Biodiversity Heritage Librairy.
- 1902 – Herborisations batologiques en 1902. In Bull. Herb. Boissier, sér. 2, 3 : 76-80. Version numérique sur Biodiversity Heritage Librairy.
- 1903 – Quelques Rubi de la Haute-Savoie. In Bull. Herb. Boissier, sér. 2, 4 : 94-96. Version numérique sur Biodiversity Heritage Librairy.
- 1911 – Les ronces du Bassin du Léman. In Annuaire Cons. Jard. Bot. Genève, 15 : 1-140. Version numérique sur Internet Archive.
- 1916 – Rectifications aux ronces du Bassin du Léman. In Annuaire Cons. Jard. Bot. Genève, 18/19 : 255. Version numérique sur Internet Archive.

## Sources
- Briquet, J., 1920. – Notice sur la vie et les travaux botaniques de Auguste Schmidely (1838-1918). in Annuaire Cons. Jard. Bot. Genève 21 : 323-337. Version numérique sur Internet Archive.
- Stafleu, F.A., 1985. Taxonomic litterature, éd. 2, 5 : 240. Version numérisée sur Smithsonian librairies.

Schmidely est l’abréviation botanique standard de Auguste Isaac Samuel Schmidely.
Consulter la liste des abréviations d'auteur en botanique ou la liste des plantes assignées à cet auteur par l'IPNI, la liste des champignons assignés par MycoBank, la liste des algues assignées par l'AlgaeBase et la liste des fossiles assignés à cet auteur par l'IFPNI.